# Сысертский муниципальный округ
Сысертский городско́й о́круг — муниципальное образование в Свердловской области России.
Административный центр — город Сысерть.
С точки зрения административно-территориального устройства области, Сысертский ГО вместе с Арамильским городским округом находится в границах административно-территориальной единицы Сысертский район.
С 1 января 2025 года имеет статус муниципального округа.

## География
Округ расположен на юге Свердловской области, граничит на севере с муниципальным образованием «город Екатеринбург», на юге — с Челябинской областью.

## История
27 февраля 1924 года в составе Свердловского округа Уральской области образован Сысертский район. В начале 1930-х годов Сысертский район был упразднен. В 1937 году район вновь образован в составе Свердловской области. 24 мая 1956 года в состав Сысертского района вошла территория упраздненного Арамильского района.
17 декабря 1995 года по итогам местного референдума Сысертский район было создано муниципальные образования Сысертский район, в состав которого не вошли город Арамиль и подчинённые населённые пункты, составившие отдельное муниципальное образование город Арамиль.
10 ноября 1996 года муниципальное образование Сысертский район было включено в областной реестр.
С 31 декабря 2004 года Сысертский район и был наделён статусом городского округа. Рабочие посёлки Бобровский, Большой Исток, Верхняя Сысерть и Двуреченск были отнесены к категории сельских населённых пунктов.
С 1 января 2006 года муниципальное образование Сысертский район было переименовано в Сысертский городской округ.
В рамках административно-территориального устройства области, административно-территориальная единица Сысертский район продолжает существовать.

## Население
| 2010    | 2011    | 2012    | 2013    | 2014    | 2015    | 2016    |
| ------- | ------- | ------- | ------- | ------- | ------- | ------- |
| 60 245  | ↗60 247 | ↗60 633 | ↗61 145 | ↗61 887 | ↗62 244 | ↗62 519 |
| 2017    | 2018    | 2019    | 2020    | 2021    | 2023    |         |
| ↘62 285 | ↘62 095 | ↘61 879 | ↗62 157 | ↗63 204 | ↗64 140 |         |

## Населённые пункты
В состав городского округа входят 38 населённых пунктов.
| №  | Населённый пункт     | Тип населённого пункта | Население |
| -- | -------------------- | ---------------------- | --------- |
| 1  | Абрамово             | село                   | ↗224      |
| 2  | Аверино              | село                   | ↘414      |
| 3  | Андреевка            | деревня                | ↘32       |
| 4  | Асбест               | посёлок                | ↘136      |
| 5  | Бобровский           | посёлок                | ↗5945     |
| 6  | Большое Седельниково | деревня                | ↘1762     |
| 7  | Большой Исток        | посёлок                | ↗9881     |
| 8  | Бородулино           | село                   | ↘1190     |
| 9  | Верхняя Боёвка       | деревня                | ↘233      |
| 10 | Верхняя Сысерть      | посёлок                | ↘1077     |
| 11 | Вьюхино              | посёлок                | ↘69       |
| 12 | Габиевский           | посёлок                | ↗66       |
| 13 | Двуреченск           | посёлок                | ↘4457     |
| 14 | Кадниково            | село                   | ↗323      |
| 15 | Каменка              | посёлок                | ↘273      |
| 16 | Кашино               | село                   | ↗2438     |
| 17 | Ключи                | деревня                | ↗408      |
| 18 | Колос                | посёлок                | ↗183      |
| 19 | Космакова            | деревня                | ↗135      |
| 20 | Лечебный             | посёлок                | ↗33       |
| 21 | Луч                  | посёлок                | ↘54       |
| 22 | Малое Седельниково   | деревня                | ↗153      |
| 23 | Никольское           | село                   | ↘886      |
| 24 | Новоипатово          | село                   | ↘485      |
| 25 | Октябрьский          | посёлок                | ↘2707     |
| 26 | Ольховка             | деревня                | ↗32       |
| 27 | Патруши              | село                   | ↗4129     |
| 28 | Первомайский         | посёлок                | ↗956      |
| 29 | Полевой              | посёлок                | ↗129      |
| 30 | Поляна               | посёлок                | ↗29       |
| 31 | Сысерть              | город                  | ↘20 436   |
| 32 | Токарево             | деревня                | ↘137      |
| 33 | Трактовский          | посёлок                | ↗26       |
| 34 | Фомино               | село                   | ↗153      |
| 35 | Черданцево           | село                   | ↘481      |
| 36 | Шайдурово            | деревня                | ↗184      |
| 37 | Школьный             | посёлок                | ↘66       |
| 38 | Щелкун               | село                   | ↘2684     |